# Aberdeen Football Club 2021-2022
Questa voce raccoglie le informazioni riguardanti l'Aberdeen Football Club nelle competizioni ufficiali della stagione 2021-2022.

## Stagione
- In Scottish Premiership l'Aberdeen si classifica al 10º posto (41 punti), dietro al St. Mirren e davanti al St. Johnstone.
- In Scottish Cup viene eliminato al quinto turno dal Motherwell (1-2).
- In Scottish League Cup viene eliminato al secondo turno dai Raith Rovers (1-2).
- In Conference League, dopo aver eliminato gli svedesi dell'Häcken (5-3 complessivo) nel secondo turno preliminare e gli islandesi del Breiðablik (5-3 complessivo) nel terzo turno preliminare, vengono eliminati agli spareggi di qualificazione dagli azeri del Qarabağ (1-4 complessivo).

## Maglie e sponsor
Il fornitore tecnico per la stagione 2021-2022 è Adidas, mentre lo sponsor ufficiale è Saltire Energy. 
| Casa | Trasferta |

## Rosa
Aggiornata al 7 maggio 2022
| N. |                        | Ruolo | Calciatore           |
| -- | ---------------------- | ----- | -------------------- |
| 1  | Inghilterra (bandiera) | P     | Joe Lewis (capitano) |
| 2  | Scozia (bandiera)      | C     | Ross McCrorie        |
| 3  | Scozia (bandiera)      | D     | Jack MacKenzie       |
| 4  | Scozia (bandiera)      | D     | Andy Considine       |
| 5  | Scozia (bandiera)      | D     | Declan Gallagher     |
| 7  | Galles (bandiera)      | A     | Marley Watkins       |
| 9  | Stati Uniti (bandiera) | A     | Christian Ramirez    |
| 10 | Paesi Bassi (bandiera) | A     | Vicente Besuijen     |
| 11 | Scozia (bandiera)      | D     | Adam Montgomery      |
| 15 | Scozia (bandiera)      | C     | Dylan McGeouch       |
| 16 | Belgio (bandiera)      | C     | Funso Ojo            |

| N. |                             | Ruolo | Calciatore      |
| -- | --------------------------- | ----- | --------------- |
| 17 | Irlanda (bandiera)          | C     | Jonny Hayes     |
| 18 | Scozia (bandiera)           | A     | Connor McLennan |
| 19 | Scozia (bandiera)           | C     | Lewis Ferguson  |
| 20 | Inghilterra (bandiera)      | C     | Teddy Jenks     |
| 21 | Stati Uniti (bandiera)      | C     | Dante Polvara   |
| 22 | Scozia (bandiera)           | D     | Calvin Ramsay   |
| 25 | Inghilterra (bandiera)      | P     | Gary Woods      |
| 27 | Scozia (bandiera)           | D     | David Bates     |
| 28 | Scozia (bandiera)           | A     | Michael Ruth    |
| 29 | Scozia (bandiera)           | D     | Connor Barron   |
| 33 | Irlanda del Nord (bandiera) | A     | Matty Kennedy   |